# Убий мене ніжно
«Убий мене ніжно» (англ. Killing Me Softly) — американський трилер 2002 року, знятий за однойменним романом 1999 року англійської письменниці Ніккі Френч, з Гізер Грем і Джозефом Файнсом у головних ролях.

## Сюжет
Фатальна зустріч з чарівним і загадковим хлопцем змінила розмірене життя Еліс. Розлучившись з надійним, але трохи нуднуватим супутником, вона кидається в обійми Адама, розуміючи, що знайшла свою другу половинку. І лише після весілля вона усвідомлює, що нічого не знає про чоловіка…

## В ролях
- Гізер Грем — Еліс
- Джозеф Файнс — Адам
- Наташа Макелхон — Дебора
- Ульріх Томсен — Клаус
- Ієн Гарт — офіцер поліції
- Джейсон Г'юз — Джейк

## Факти
- Екранізація однойменної книги не мала очікуваного успіху: стрічка не виправдала закладений під неї кошторис в 25 мільйонів доларів.
- В Італії фільм переглянула найбільша кількість глядачів у порівнянні з іншими країнами, в яких він демонструвався — понад 405 тисяч осіб.
- Картині присвоєний рейтинг R — особи до 17 років можуть дивитись фільм тільки у присутності батьків.